# Rączyca rdzawa
Rączyca rdzawa (Tachina fera) – pospolicie występujący w Europie (aż po Skandynawię) gatunek owada z rodziny rączycowatych (Tachinidae) z rzędu muchówek (Diptera). Larwy są parazytoidami gąsienic motyli z rodziny sówkowatych (Noctuidae), takich gatunków jak: piętnówka grochówka Ceramica pisi, Cosmia trapezina, Orthosia cruda, czy Orthosia cerasi.

## Wygląd
Rączyca rdzawa mierzy 11–14 mm długości. Na grubym, rdzawo-brązowym tułowiu widoczny jest podłużny wzór w kształcie czarnego paska o stosunkowo regularnych równoległych brzegach (w odróżnieniu od innych gatunków, u których wzór może mieć kształt rombów). Odnóża rączycy rdzawej mają barwę pomarańczową.